# مكي البدري
مكي البدري (16 حزيران/يونيو 1926 - 8 أيار/مايو 2014)  ممثل عراقي راحل، ولد في مدينة العمارة وهو أحد رواد الدراما  العراقية.

## المشوار المهني
تخرج من معهد الفنون الجميلة في بغداد سنة 1961 وله العديد من الأعمال سواء كانت في المسرح والسينما والتلفزيون والإذاعة، ومن أبرز أعماله في السينما هو دور البطولة في  فيلم الحارس 1967 الذي نال الكثير من الجوائز داخل العراق وخارجه.

## أعماله
- مسلسل القضية (238) 2001
- مسلسل عالم الست وهيبة 1998
- مسلسل ليل الشتا 1998
- مسلسل حكايات المدن الثلاث 1997
- مسلسل ذئاب الليل ج1 1990
- فيلم عريس ولكن 1989
- مسلسل عنفوان الأشياء 1987
- البرنامج التعليمي أحلى الكلام 1986
- مسرحية الخطوبة 1986
- مسرحية الدب 1986
- مسلسل الكذبة الأولى 1986
- مسلسل صانع السيوف 1986
- العاشق 1985
- مسلسل إبراهيم طوقان 1984
- فيلم الحدود الملتهبة 1984
- تمثيلية نسيبة بنت كعب 1983
- فيلم القادسية 1981
- مسرحية الحفارة 1977
- فيلم بيوت في ذلك الزقاق 1977
- مسرحية بطاقة دخول إلى الخيمة 1974
- مسرحية الغريب 1970
- مسرحية فوانيس 1968
- فيلم الحارس 1967
- مسرحية عقدة حمار 1967
- مسرحية في القصر 1966
- فيلم قطار الساعة 7 1962

## وفاته
توفي الممثل مكي البدري في غربته، حيث وافته المنية في المستشفى المركزي لمدينة يوتوبوري (غوتنبيرغ) السويدية بتاريخ 8 أيار/مايو 2014.

## وصلات خارجية
- مكي البدري على موقع السينما
- مكي البدري على موقع IMDB